# 王鉞 (順治進士)
王钺，字仲威，山東諸城縣人，清朝政治人物，同進士出身。

## 生平
順治十六年（1659年）己亥科進士，授西寧縣知县。有《世德堂集》。